# Ted Strickland
Ted Strickland (ur. 4 sierpnia 1941 w Lucasville) – amerykański polityk, działacz Partii Demokratycznej, w latach 1993–1995 oraz 1997–2007 członek Izby Reprezentantów Stanów Zjednoczonych, a w latach 2007-2011 gubernator stanu Ohio.
Pochodzi z wielodzietnej rodziny, miał ośmioro rodzeństwa. Jego ojciec pracował w hucie. Był pierwszym członkiem swojej rodziny, który ukończył studia wyższe − uzyskał licencjat z historii z dodatkowym fakultetem (minor) z psychologii na Asbury College. Następnie ukończył studia magisterskie w zakresie doradztwa zawodowego na University of Kentucky oraz studia teologiczne na Asbury Theological Seminary. Karierę zawodową rozpoczął od pracy psychologa w więzieniu w Lucasville, uchodzącym za najcięższy zakład karny w stanie Ohio. Później związał się zawodowo z Kościołem metodystycznym (którego jest członkiem) i został dyrektorem prowadzonego przez ten związek wyznaniowy domu dziecka. Przez krótki czas był także pastorem w Portsmouth. Następnie podjął pracę naukową na Shawnee State University, gdzie został zatrudniony na stanowisku profesora psychologii.
W latach 1976–80 Strickland trzykrotnie próbował uzyskać mandat do Izby Reprezentantów USA z 6. okręgu wyborczego w Ohio, jednak za każdym razem przegrywał. Po dwunastoletniej przerwie, w 1992 roku kandydował po raz czwarty, tym razem z powodzeniem. W wyborach parlamentarnych w roku 1994 utracił swój mandat, ale odzyskał go już w kolejnych wyborach w 1996 roku. W późniejszych latach jego pozycja była już na tyle silna, że w wyborach w 2004 roku Partia Republikańska w ogóle nie zdecydowała się wystawić przeciwko niemu kontrkandydata. W 2006 roku Strickland wygrał wybory na gubernatora Ohio i rozpoczął urzędowanie 8 stycznia 2007 roku. W wyborach przeprowadzonych 2 listopada 2010 roku ubiegał się o reelekcję, lecz przegrał z byłym republikańskim kongresmenem i komentatorem telewizji Fox News, Johnem R. Kasichem. Jego kadencja zakończy się na początku stycznia 2011 roku.